# Phyllophaga rustica
Phyllophaga rustica är en skalbaggsart som beskrevs av Robert E. Woodruff 2005. Phyllophaga rustica ingår i släktet Phyllophaga och familjen Melolonthidae. Inga underarter finns listade i Catalogue of Life.